# Пансионат

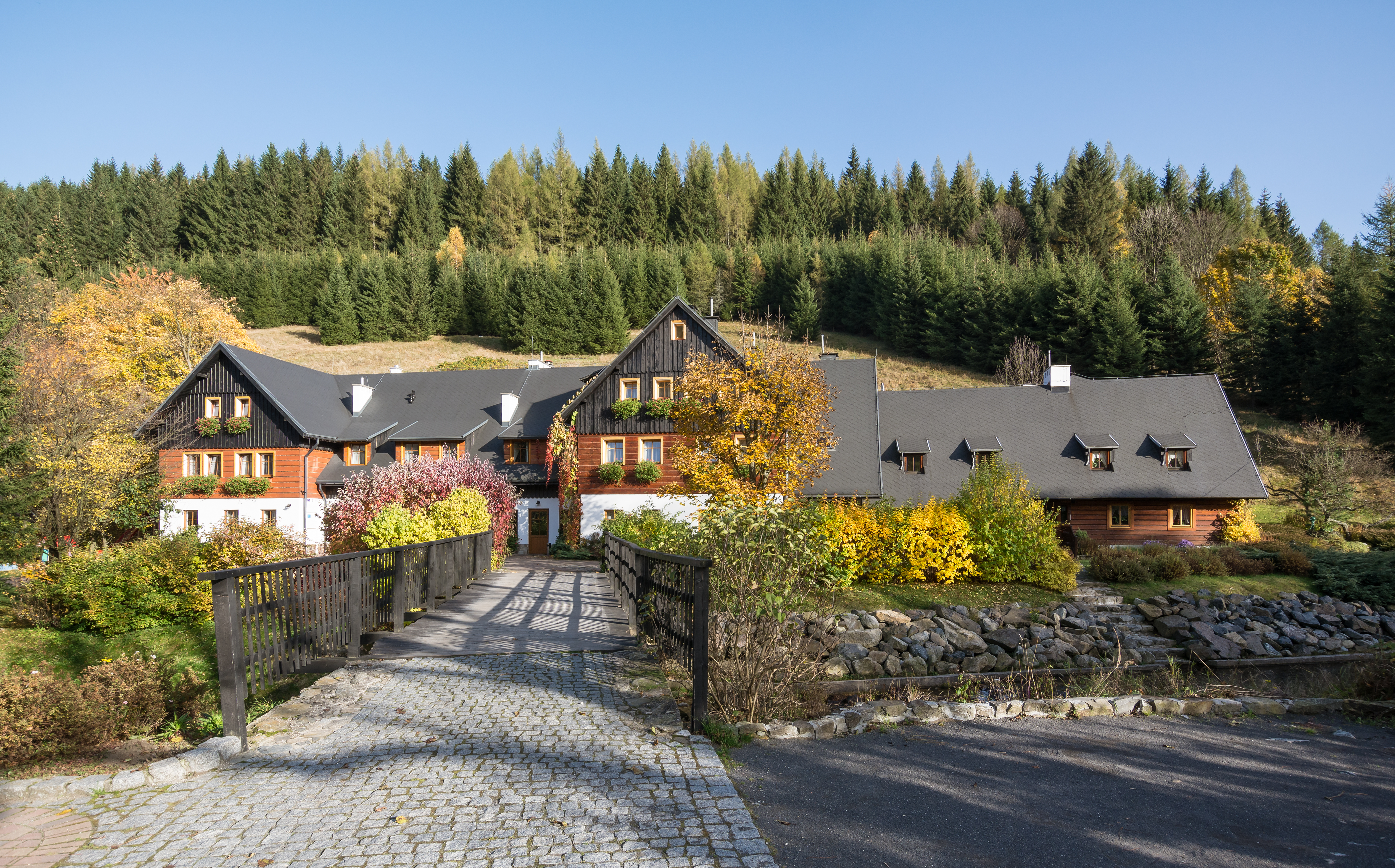
Пансионат Chata Cyborga в Белицэ

Пансиона́т (от фр. pensionnat) — разновидность гостиницы с полным обслуживанием жильцов, дом отдыха.

## Термин
Словарь иностранных слов выводит термин от французского pensionnat. Однако в основных французских толковых словарях отсутствует традиционное русское значение этого слова (см. выше): слово pensionnat присутствует лишь в значении школа, образовательное учреждение.
Термин отсутствует в классических словарях русского языка, таких, как Словарь Даля и Словарь Ушакова, а также во всех трёх изданиях Большой советской энциклопедии. Словарная статья для термина появляется в словарях позднего советского периода — Словаре Ожегова, Словаре иностранных слов, Советском энциклопедическом словаре в качестве синонима для термина дом отдыха.

## Описание
Пансионаты, как правило, располагаются в живописных и курортных местах. Кроме жилых помещений, пансионаты обычно имеют собственную охраняемую огороженную территорию со всей необходимой инфраструктурой: автостоянки, аллеи со скамейками, зелёные насаждения, столовые и кафе, спортивные и детские площадки и т. п. Пансионаты, расположенные на побережье, имеют собственный благоустроенный участок пляжа с прокатом лодок, катамаранов и др.